# بورخا سان إميتيريو
بورخا سان إميتيريو (بالإسبانية: Borja San Emeterio) (16 مارس 1997 في إسبانيا - ) هو لاعب كرة قدم إسباني في مركز الدفاع. شارك مع منتخب إسبانيا تحت 19 سنة لكرة القدم. أما مع النوادي، فقد لعب مع راسينغ سانتاندير ورايو كانتابريا ‏.

## روابط خارجية
- بورخا سان إميتيريو على موقع قاعدة بيانات كرة القدم.إي يو (الإنجليزية)
- بورخا سان إميتيريو على موقع Soccerway.com (الإنجليزية)
- بورخا سان إميتيريو على موقع AS.com (الإسبانية)